# Spáta
Spáta (grec moderne : Σπάτα) est une localité située dans le dème de Spáta-Artémida, dans le district régional d'Attique-de-l'Est, dans la périphérie d'Attique, en Grèce.
Selon le recensement de 2021, elle compte 9 453 habitants.

## Toponymie
Elle tient son nom de la famille Spáta (en) (la région est en effet une zone de peuplement arvanite).

## Histoire
Des fouilles ont révélé divers objets antiques.

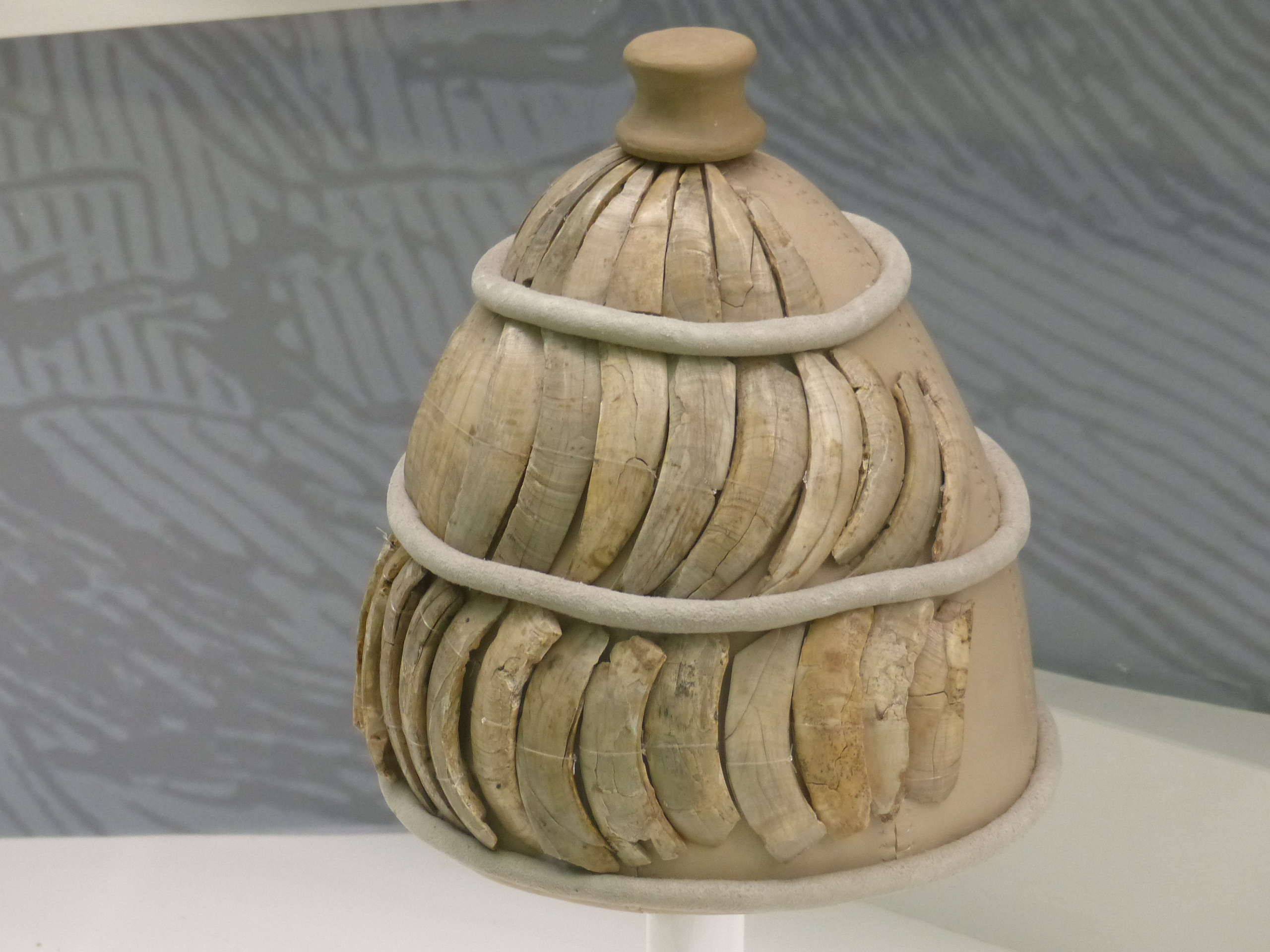
Casque à dents de sangliers, datant du XIVe – XIIIe siècle av. J.-C.
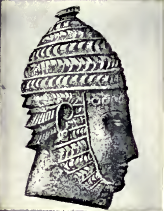
Présentation de ce type de casque dans l'Encyclopædia Britannica de 1911.
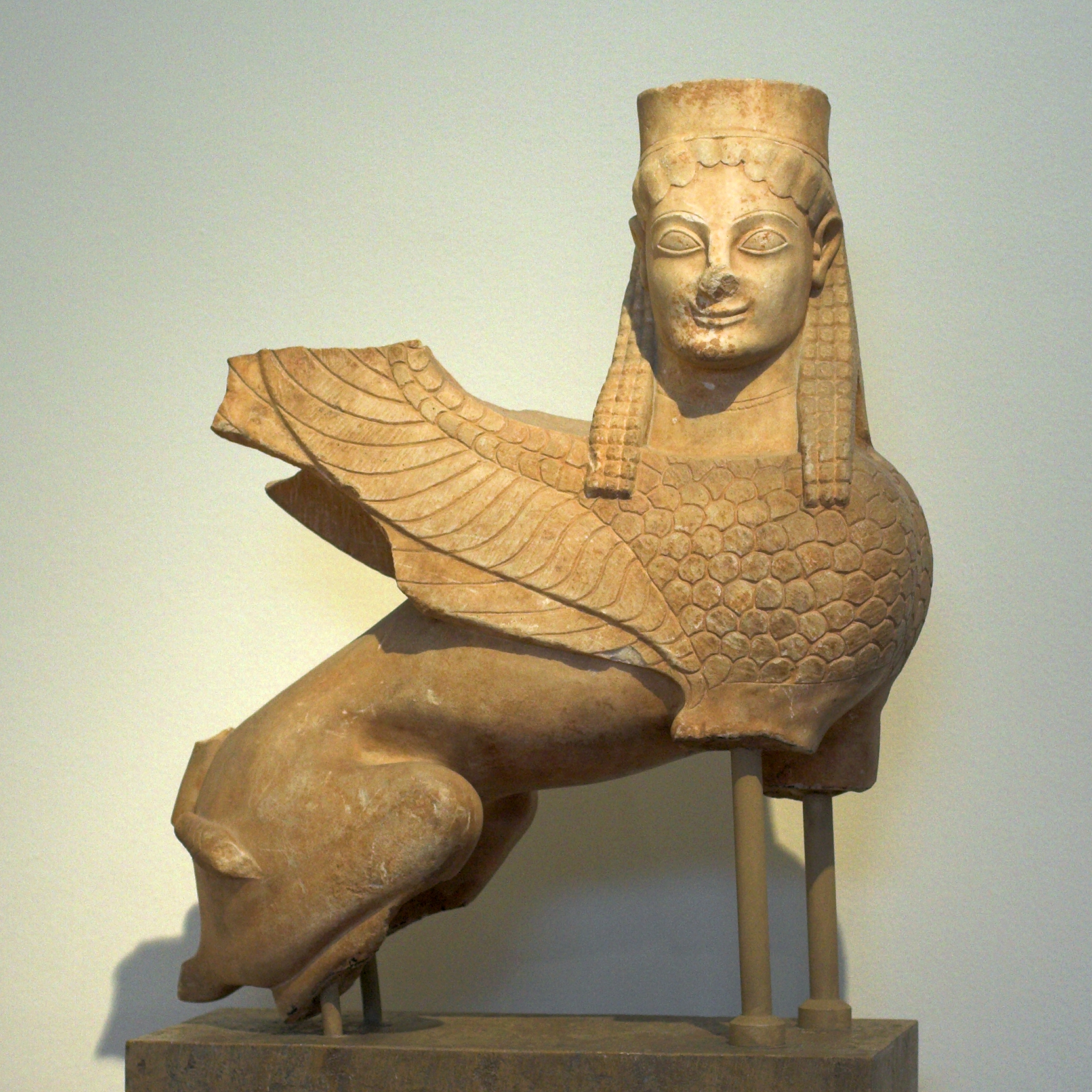
Sphinx funéraire, vers -560.
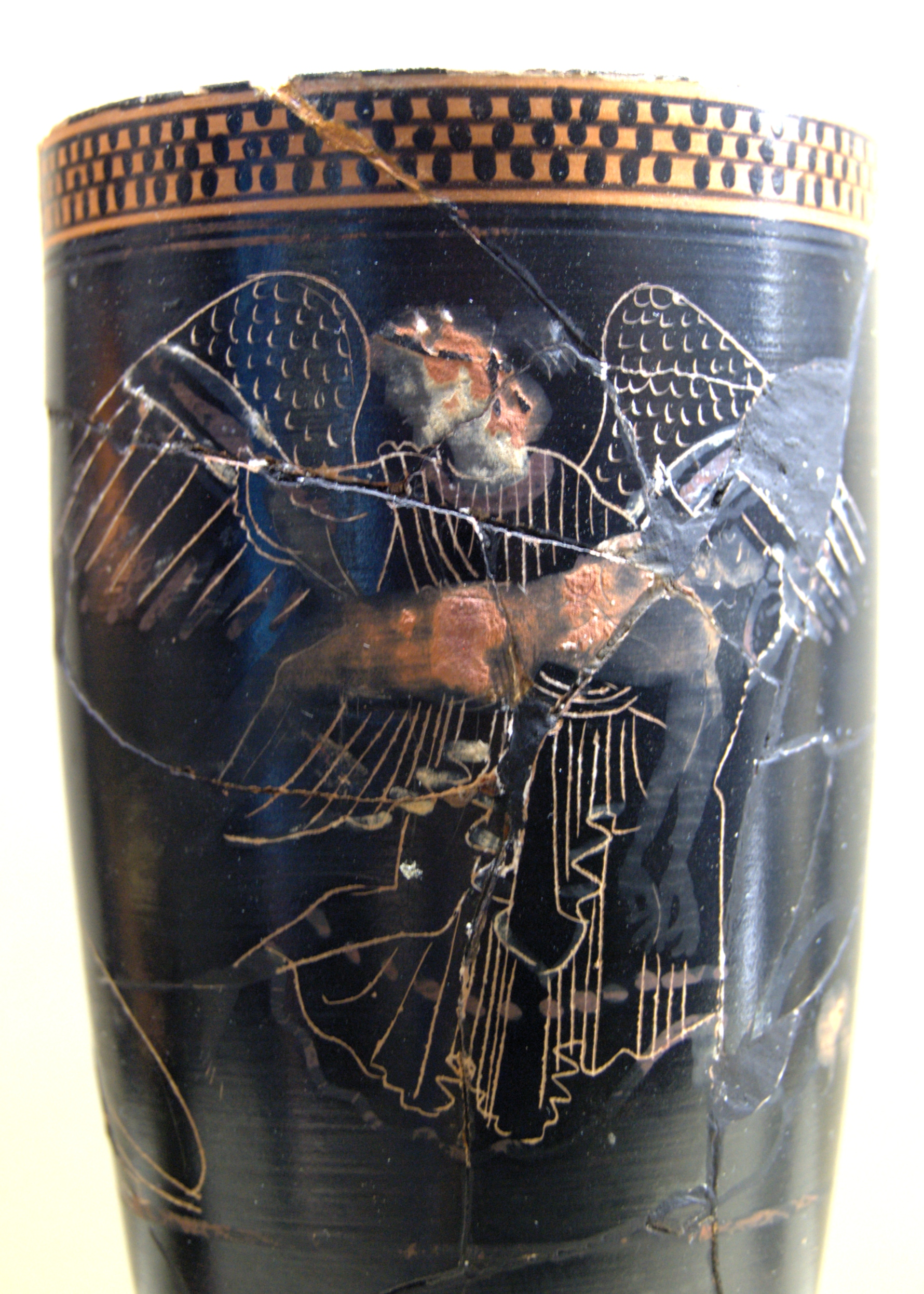
Éos et Memnon. Lécythe attique à peinture superposée.

## Transports
L'aéroport international d'Athènes Elefthérios-Venizélos est implanté sur la commune.